# Mathias Amunjela
Mathias Tulioongeleni Amunjela (engleză Mathias Tulyoongeleni Hamunyela; n. 15 octombrie 1992, Namibia) este un boxer namibian, reprezentant al celei mai ușoare categorii de greutate. Evoluează pentru echipa națională de box namibiană din 2013. Este medaliat cu argint la Jocurile Africane de la Brazzaville, campion african, câștigător și medaliat la campionate naționale, participant la Jocurile Olimpice de vară de la Rio de Janeiro.